# 구프 이그나이티드
구프 이그나이티드(영어: Gouf Ignited, 일본어: グフイグナイテッド)는 TV 애니메이션 《기동전사 건담 SEED DESTINY》에 등장하는 모빌 슈트(MS)로 분류되는 가공의 유인 조종식 인간형 로봇 병기이다.
플랜트의 군사 조직인 "자프트"에서 같은 시기에 개발된 자쿠 워리어와의 주력기 선정 경쟁에서 패했지만, 전황의 확대에 따라 재평가되어 양산화되었다. 검이나 채찍 등의 접근전에 특화된 무장을 가지고 있으며, 등부분에는 고속 순항, 대기권 내 비행을 위한 주 날개와 추진기를 가지고 있다. 작품 내에서는 자프트의 에이스 파일럿인 하이네 베스텐플루스가 탑승하는 오렌지색의 시제기가 처음 등장하며, 이후에 양산화되면서 일반 파일럿이 탑승하는 파란색의 양산기와 이자크 쥴이 탑승하는 흰색 기조의 퍼스널 컬러 전용기 등 다수의 기체가 등장한다.
작품 내에서는 주로 "구프"라고 호칭된다. 또한 "이그나이티드"는 니시카와 타카노리(하이네 베스텐플루스의 성우를 담당)가 부른 《기동전사 건담 SEED DESTINY》의 오프닝 테마곡 "ignited -이그나이티드-"에서 유래하였다.
메카닉 디자인은 오오카와라 쿠니오가 담당하였으며, 그 디자인은 우주세기의 세계를 무대로 하는 《기동전사 건담》에 등장한 지온 공국군의 "구프"를 참고하고 있다. 다만, 구프가 처음부터 육상전에 특화된 모빌 슈트(MS)로 등장해 후에 비행시험형이 개발된 반면, 구프 이그나이티드는 처음부터 대기권 내 비행 능력을 가지고 있다는 점이 다르다.

## 같이 보기
- 건담 시리즈의 병기 목록
- 기동전사 건담 SEED DESTINY

## 주해
1. ↑  풀네임으로 불린 것은 첫 등장시 길버트 듀랜달이 하이네기를 "ZGMF-X2000 구프 이그나이티드"라고 발음해 소개했을 때 뿐이다.